# Caitlyn Taylor Love
Caitlyn Taylor Love (Corpus Christi, Texas, 16 de Junho de 1994) é uma atriz e cantora norte-americana. Ela é mais conhecida por seu papel em Uma Banda lá em Casa, no qual interpreta "Izzy Fuentes", a melhor amiga de "Tripp Campbell", interpretado por Logan Miller. Sobrinha da famosa Jennifer Love Hewitt, seguiu os mesmos passos de sua tia.

## Filmografia
| Ano        | Título                                 | Papel                    | Notas            |
| ---------- | -------------------------------------- | ------------------------ | ---------------- |
| 2006       | America's Got Talent (1ª temporada)    | Ela Mesma                | Semi Finalista   |
| 2009-2011  | Uma Banda lá em Casa (I'm In The Band) | Izzy Fuentes             | Elenco Principal |
| 2012– 2017 | Ultimate Homem-Aranha                  | Tigresa branca/Ava Ayala | papel recorrente |

## Musicas
| Título              | Lançamento          |
| ------------------- | ------------------- |
| Even If It Kills Me | 22 de Março de 2011 |